# La industria de la vagina
La industria de la vagina: la economía política de la comercialización global del sexo (en su inglés original: The Industrial Vagina: The Political Economy of the Global Sex Trade) es un libro publicado en 2008 por la politóloga feminista Sheila Jeffreys sobre la prostitución y la industria del sexo.

## Contenido
Jeffreys habla sobre la prostitución y la industria del sexo. Jeffreys escribe que la prostitución se ha convertido en un «sector de mercado global floreciente e inmensamente rentable».

## Ediciones
La industria de la vagina fue publicado por Routledge en 2009. Una edición en castellano bajo la dirección de la editorial Paidós apareció en Buenos Aires en el año 2011.

## Recepción
La industria de la vagina recibió críticas positivas de Julie Bindel en The Guardian, Sarah Nelson en Women's Studies, A. K. en The Contemporary Review, y Mindy A. Menn en el Journal of Sex Research. El libro también fue revisado por Natalie Purcell en Feminism & Psychology, Vidyamali Samarasinghe en Gender & Society, y Nicola J. Smith en Review of International Political Economy, y discutido por Kate Holden en Meanjin.
Bindel escribió que «[l]a fuerza del nuevo trabajo de Jeffreys radica en cuántos aspectos de la industria del sexo cubre y en su comprensión de sus intersecciones». Nelson le concedió el mérito de haber demostrado «las formas en que los gobiernos ávidos de ingresos han despenalizado el comercio sexual», y concluyó que su «libro provocador [...] debería ser devorado por cualquier persona interesada en género, feminismo, globalización, economía, sociología, estudios culturales e historia». A. K. describió el libro como «oportuno, impactante y, lamentablemente, necesario». Menn le concedió el mérito de haber discutido «las facetas intrincadamente entrelazadas de la industria del sexo global» más ampliamente que cualquier otro autor por «enfocarse en un amplio espectro de temas e incorporar datos empíricos de todo el mundo sobre cada aspecto de la industria», y con documentar meticulosamente el tema. También elogió su «estilo de escritura feminista radical y sin complejos».